# Der Rächer aus dem Sarg
Der Rächer aus dem Sarg (Verweistitel: Gejagt wie Monte Christo) ist ein französisch-italienischer Abenteuerfilm von André Hunebelle aus dem Jahr 1968. Er basiert sehr frei auf dem Leitmotiv des Romans Der Graf von Monte Christo von Alexandre Dumas. In den Hauptrollen spielen Paul Barge, Claude Jade, Anny Duperey und Pierre Brasseur.

## Handlung
Der Film von André Hunebelle verlegt den Beginn der Handlung ins Jahr 1947.
Edmond Dantès, der als Widerstandskämpfer gegen die Nationalsozialisten aktiv war, wird als Nazi-Kollaborateur denunziert und in die Festung Sisteron eingesperrt. Er stellt sich tot und flieht bei seinem eigenen Begräbnis gemeinsam mit dem Mitgefangenen Bertuccio nach Südamerika. Doch vermeintliche Freunde haben das Flugzeug manipuliert und es stürzt vor der Küste ab. Edmond gilt als tot. In dem felsigen Gebiet stoßen die beiden Männer auf die junge Linda und deren Vater Louis, die kurz vor dem Verdursten sind, und retten beiden das Leben. Alsbald stößt ein weiterer Mann zu dem Trio, der alte Trinker Faria.
Wenige Zeit später wird Linda von Franzosen, die im Exil in Brasilien leben, entführt, ihr Vater kommt bei einer Befreiungsaktion ums Leben. Die drei Männer nehmen Linda unter ihre Fittiche. Faria, dem Linda gleich wie eine Tochter ist, hat aber noch ein As im Ärmel und führt Dantès, Bertuccio und Linda zu einem Schatz, der nicht nur Lindas Zukunft frei von finanziellen Sorgen gestalten könnte, sondern auch Dantès die Möglichkeit bieten, an ihm begangenes Unrecht zu ahnden.
Bei der Bergung des Schatzes findet Faria den Tod, Linda trauert um den alten Mann, der ihr wie ein zweiter Vater war. Nun reich und unabhängig kehrt Edmond zusammen mit Bertuccio und Linda als Comte Christian Montez zwanzig Jahre nach seiner Verurteilung an den Ort des damaligen Geschehens zurück. Da er zuvor eine Gesichtsoperation hat durchführen lassen, ist er nicht als Edmond Dantès zu erkennen. Er ist fest entschlossen, den wahren Schuldigen die Maske vom Gesicht zu reißen.
Edmonds damalige Verlobte Maria, die seinerzeit glaubte, dass Edmond tatsächlich bei dem Flugzeugabsturz ums Leben gekommen sei, ist inzwischen mit dem Denunzianten Morcerf verheiratet. Wie mit  Dantès abgesprochen, schleicht Linda sich in das Vertrauen von Morcerfs Mitverschwörer, des Anwalts Gérard de Villefort, und stellt ihm eine Falle, indem sie ihn bittet, Christian Montez zu rehabilitieren, denn in Wahrheit sei er Edmond Dantès. Villefort fällt auf den Plan Edmonds herein und informiert sofort seine Freunde. Man ist sich einig, dass Dantès zum Schweigen gebracht werden muss, was offenbar auch gelingt.
Auf einer Trauerfeier anlässlich Edmonds Beerdigung kondolieren die Verbrecher Linda scheinheilig. Das Entsetzen der Schurken ist groß, als Dantès sich zu erkennen gibt und den Beweis führt, wer wirklich für die Taten, die man ihm in die Schuhe geschoben hat, verantwortlich ist. Edmond konfrontiert Villefort damit, dass er sogar seinen Komplizen Carderousse kaltblütig ermordet habe unter Beihilfe von Morcerf, aber damit nicht genug, vor zwanzig Jahren hätten sie zwölf Widerstandskämpfer erschießen und schließlich für die Verbrechen einen Unschuldigen verurteilen lassen, ihn, Edmond Dantès. Als Morcerf seine Waffe auf Edmond richtet, wirft Maria sich dazwischen und opfert ihr Leben für den Mann, den sie immer geliebt hat. Morcerf läuft in einen Nachbarraum und stürzt sich aus dem Fenster in den Tod.
Das Schicksal der Verantwortlichen für alle Freveltaten ist damit besiegelt. Auf seiner Yacht, die den Namen „Monte-Cristo“ trägt, entfernen sich Edmond, Bertuccio und Linda fort vom Ort der Rache. Ob Edmond sein Glück mit Linda finden wird? Fern von dem Ort, der so viele traurige Erinnerungen birgt. Seine Gedanken sind bei gerade Maria und dem Gedicht Unterm Pont Mirabeau von Apollinaire, das beide immer verbunden hat: „Es kommt die Nacht, es schlägt die Stunde. Die Tage vergehen, ich bleibe.“

## Produktion

### Produktionsnotizen
Die Dreharbeiten für den von P.A.C., Société Nouvelle Pathé Cinéma, Sirius und Da.Ma. produzierten Film starteten am 16. Juli 1968 in Almería in Andalusien, an der Côte d’Azur in Frankreich sowie in Fontainebleau in der Region Île-de-France im Département Seine-et-Marne und in Paris statt.
Für Claude Jade war dies, nach Truffauts romantischer Komödie Geraubte Küsse ihr zweiter Einsatz in einem Kinofilm.
Die beiden Hauptdarsteller Paul Barge und Claude Jade spielten vier Jahre später gemeinsam in La Mandragore (1972) und 30 Jahre später von 1998 bis 2000 die Hauptrollen in der Serie Cap des Pins.

### Veröffentlichung
Der Film hatte in Frankreich am 11. Dezember 1968 Premiere. In Finnland wurde er im März 1969, in Dänemark im August 1969 und in Ungarn im September 1969 gezeigt. Am 26. März 1970 wurde er in Portugal veröffentlicht. Er lief außerdem in Brasilien, Spanien, Griechenland, Italien, Jugoslawien und in den USA, dort unter dem Titel The Return of Monte Cristo, alternativ Under the Sign of Monte-Cristo.
In der Bundesrepublik wurde er unter dem Titel Der Rächer aus dem Sarg erstmals am 15. Mai 1969 veröffentlicht, in der Deutschen Demokratischen Republik wurde er unter dem Titel Gejagt wie Monte Christo am 16. Mai 1981 im Programm DFF 1 ausgestrahlt.

## Synchronfassung DDR
- Edmond - Paul Barge - Ernst Meincke
- Linda - Claude Jade - Hellena Büttner
- Faria - Pierre Brasseur - Wolfgang Dehler
- Villefort - Michel Auclair - Thomas Kästner
- Morcerf - Raymond Pellegrin - Werner Ehrlicher
- Bertuccio - Paul Le Person - Victor Deiss
- Louis, Lindas Vater - Gabriel Gascon - Karl Sturm
- Maria - Anny Duperey - ?

## Kritik
„Zähflüssig und ohne Spannung.“

„Der «Monte-Christo-Stoff» als moderner Actionfilm. Die zahlreichen der Vorlage eigenen Handlungselemente bringen den Streifen zwar einigermaßen zum Tragen, aber man sieht ihm ständig an – auch darin, daß die an sich guten Schauspieler überhaupt nicht gefordert werden –, wie einfalls- und lustlos er geschrieben und inszeniert wurde.“

## Weitere Verfilmungen
- siehe Der Graf von Monte Christo → weitere Verfilmungen